# Salisbury Plain (Géorgie du Sud)
Pour les articles homonymes, voir Salisbury Plain.

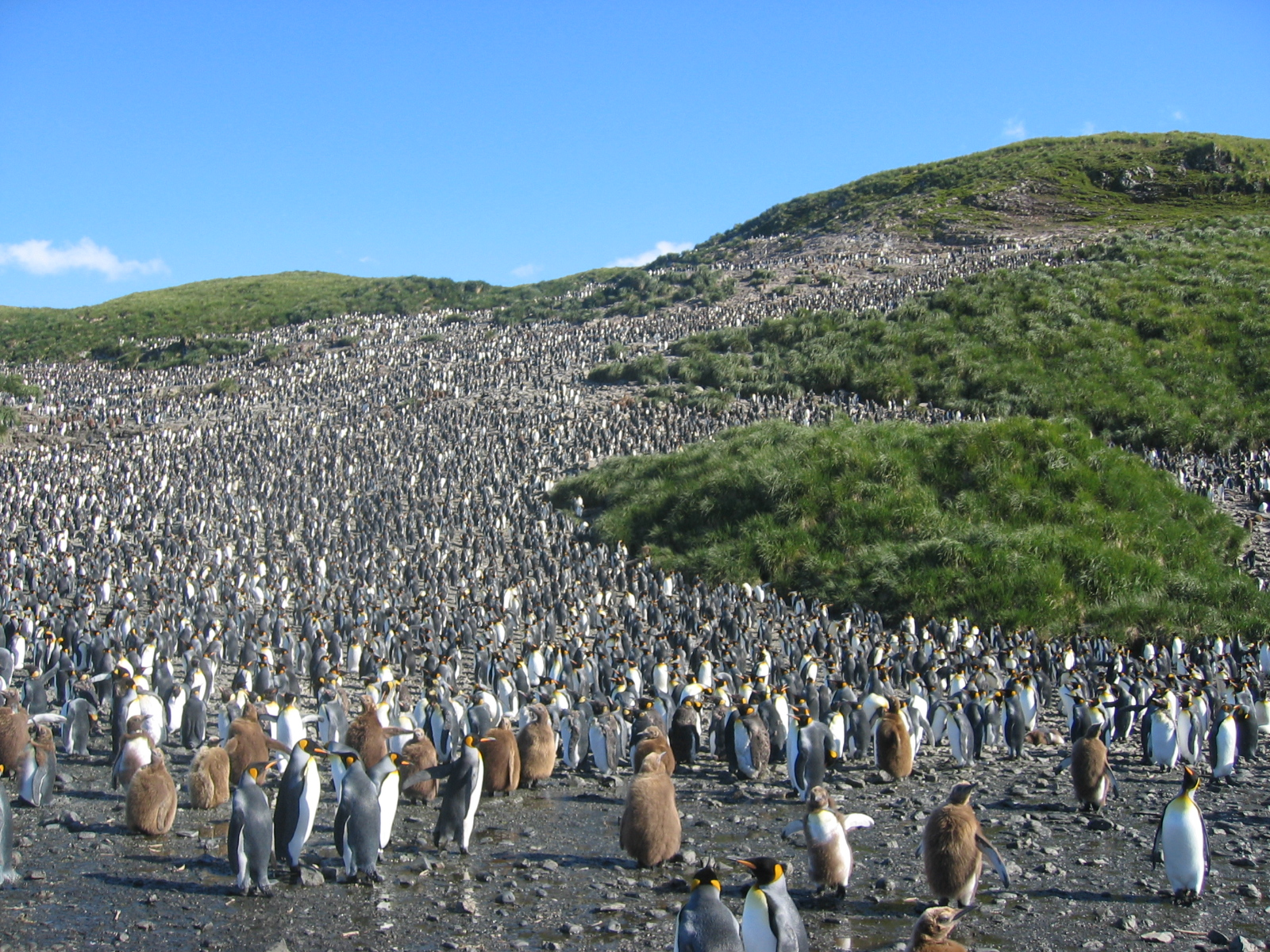
Manchots royaux à Salisbury Plain durant l'été austral.

Salisbury Plain est une petite plaine côtière située au nord de la Géorgie du Sud. Donnant sur la baie des îles, à l'ouest de l'ancienne station baleinière de Prince Olav Harbour, elle est notamment connue pour être un important site de nidification de manchots royaux.

## Description
Cette plaine sous-glaciaire s’étend au pied du glacier Grace. Elle est bordée par une plage de sable noir, depuis le promontoire de Start Point au nord-ouest jusqu’au glacier Lucas au sud-est, parcourue par les écoulements des glaciers et parsemée de bassins retenant les eaux de fonte. Deux torrents glaciaires traversent la plaine et portent leurs alluvions dans la baie.
Deux atterrissages sont autorisés pour les débarquements des passagers de navires de croisière : immédiatement au sud de Start Point à l’ouest et juste en face du site de nidification à peu près au milieu de la plage.

## Faune
Les colonies d'éléphants de mer australs et d'otaries de Kerguelen sont répartis sur l’ensemble de la plage, alors que le lieu de nidification des manchots royaux est concentré au sud-est (zone protégée).
L’ensemble des oiseaux habituels de la Géorgie du Sud sont observables en permanence ou occasionnellement à Salisbury Plain.

## Flore
Le tussack couvre les collines et les promontoires aux alentours de la colonie de manchots royaux et vers Start Point. Le reste de la plaine est couvert d’une maigre végétation, adaptée à ce milieu humide et froid, essentiellement constituée de pâturin annuel.
De part et d’autre des deux aires réservées aux débarquements de touristes, les hauts fonds sont rocheux. C’est le domaine des forêts sous-marines de kelp.